# ناروتو، چیبا
ناروتو، چیبا (به لاتین: Narutō, Chiba) یک منطقهٔ مسکونی در ژاپن است که در کانتو واقع شده‌است. ناروتو ۲۴٬۶۷۷ نفر جمعیت دارد.